# Sound Voltex
 (juillet 2024).
La mise en forme du texte ne suit pas les recommandations de Wikipédia : il faut le « wikifier ».
Les points d'amélioration suivants sont les cas les plus fréquents. Le détail des points à revoir est peut-être précisé sur la page de discussion.
- Les titres sont pré-formatés par le logiciel. Ils ne sont ni en capitales, ni en gras.
- Le texte ne doit pas être écrit en capitales (les noms de famille non plus), ni en gras, ni en italique, ni en « petit »…
- Le gras n'est utilisé que pour surligner le titre de l'article dans l'introduction, une seule fois.
- L'italique est rarement utilisé : mots en langue étrangère, titres d'œuvres, noms de bateaux, etc.
- Les citations ne sont pas en italique mais en corps de texte normal. Elles sont entourées par des guillemets français : « et ».
- Les listes à puces sont à éviter, des paragraphes rédigés étant largement préférés. Les tableaux sont à réserver à la présentation de données structurées (résultats, etc.).
- Les appels de note de bas de page (petits chiffres en exposant, introduits par l'outil «  Source ») sont à placer entre la fin de phrase et le point final[comme ça].
- Les liens internes (vers d'autres articles de Wikipédia) sont à choisir avec parcimonie. Créez des liens vers des articles approfondissant le sujet. Les termes génériques sans rapport avec le sujet sont à éviter, ainsi que les répétitions de liens vers un même terme.
- Les liens externes sont à placer uniquement dans une section « Liens externes », à la fin de l'article. Ces liens sont à choisir avec parcimonie suivant les règles définies. Si un lien sert de source à l'article, son insertion dans le texte est à faire par les notes de bas de page.
- La présentation des références doit suivre les conventions bibliographiques. Il est recommandé d'utiliser les modèles {{Ouvrage}}, {{Chapitre}}, {{Article}}, {{Lien web}} et/ou {{Bibliographie}}. Le mode d'édition visuel peut mettre en forme automatiquement les références.
- Insérer une infobox (cadre d'informations à droite) n'est pas obligatoire pour parachever la mise en page.

Pour une aide détaillée, merci de consulter Aide:Wikification.
Si vous pensez que ces points ont été résolus, vous pouvez retirer ce bandeau et améliorer la mise en forme d'un autre article.
Sound Voltex (サウンド ボルテックス, souvent abrégé en SDVX) est une série de jeux de rythme développé et publié par Bemani, une division de Konami. Le premier jeu de la série, Sound Voltex BOOTH, a été testé dans diverses villes du Japon du 26 octobre 2011, jusqu'au 19 septembre 2011. Il est ensuite sorti le 18 janvier 2012. Depuis ce jour, 5 opus supplémentaires sont sortis sur arcade, et 2 adaptation sur PC (via le système コナステ, litt. Konasute, abréviation de KONAMI AMUSEMENT GAME STATION, aussi appelé "e-amusement")
Le gameplay suit la formule de plusieurs autres jeux de rythme tels que Beatmania IIDX et Dance Dance Revolution obligeant le joueur à appuyer sur des boutons correspondant à des notes s'approchant du bas de l'écran depuis le bout d'un plan divisée en 4 segments. Le jeu est comparable à Beatmania IIDX dans la mesure où le Gameplay est destiné à simuler le rôle d'un DJ ; cependant, plutôt que d'utiliser un disque, Sound Voltex comprend deux Potentiomètre qui interagissent avec des lasers.

## Aperçu

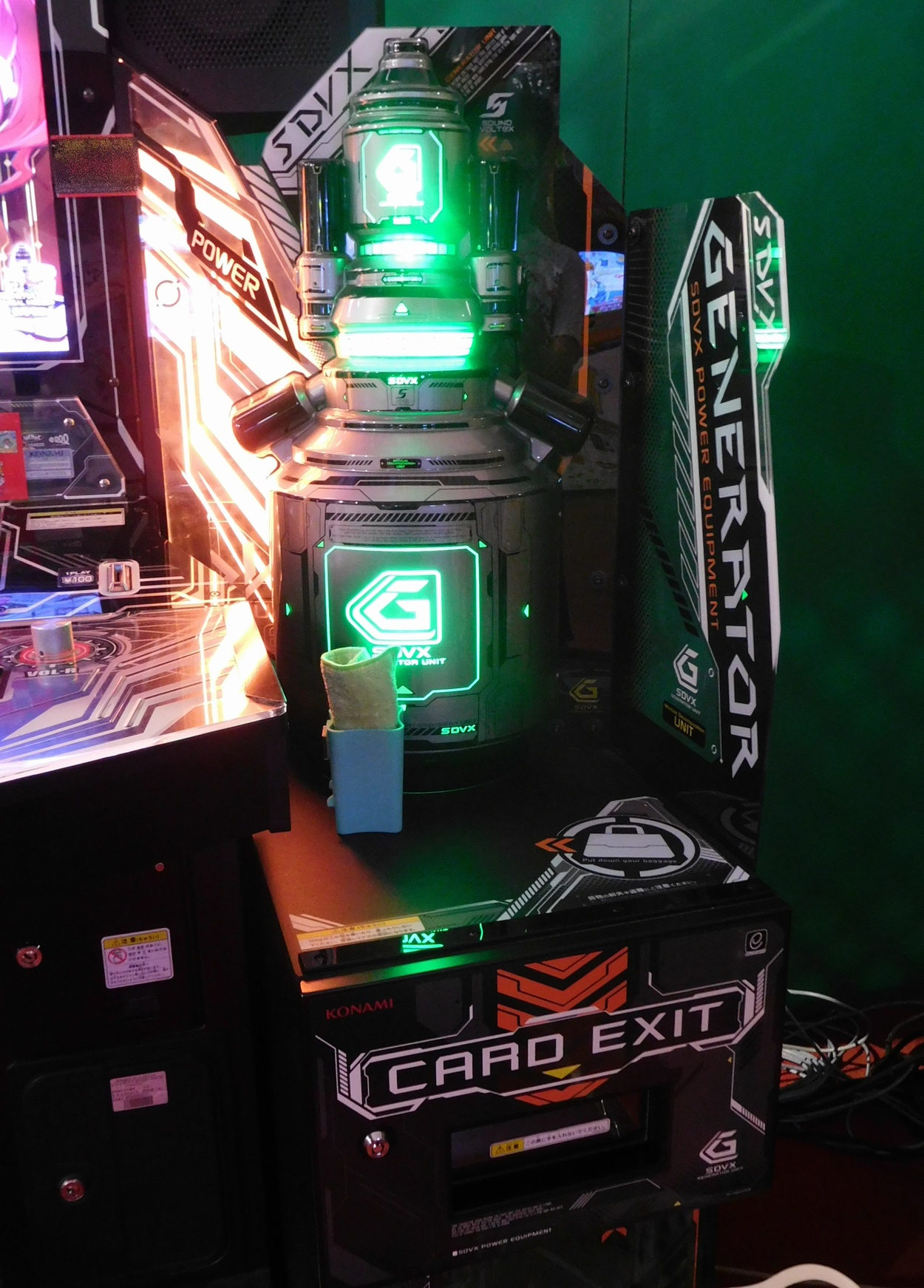
Un Generator -Real Model- sur une borne d'arcade
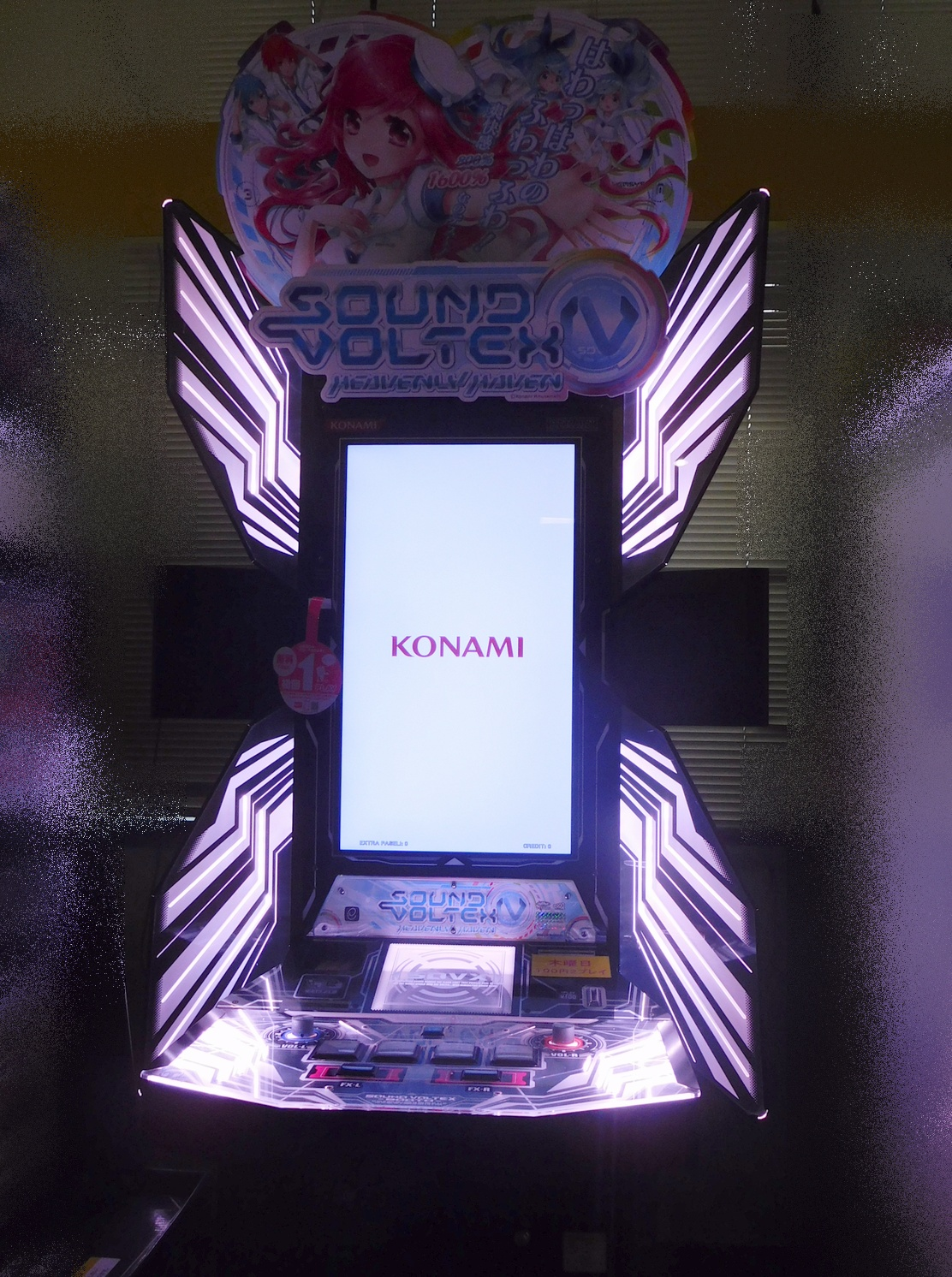
Une borne d'arcade de l'opus 4 HEAVENLY HAVEN

Sound Voltex comporte deux systèmes qui sont liés les uns aux autres : Sound Voltex Booth et Sound Voltex Floor . Sound Voltex Booth équivaut au jeu principal, tandis que Sound Voltex Floor est un système dans lequel du contenu est ajouté par divers artistes et musiciens Japonais . Si le contenu proposé dans Sound Voltex Floor est retenu, il sera inséré dans Sound Voltex Booth et deviendra disponible dans le jeu principal. Sur les bornes, il était possible d'installer un générateur de carte à collectionner nommé Generator -Real Model- de l'opus 3 Gravity Wars jusqu'a l'opus 5 Vivid Wave inclus.
Les musiques de Sound Voltex sont séparé en 20 niveaux (de 1 a 20), 1 étant le niveau le plus simple et 20 le niveau le plus difficile.

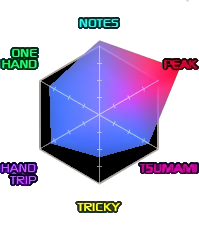
Un "Radar" utilisé en jeu

Depuis Sound Voltex: Exceed Gear, chaque musique à des statistiques qui lui sont propre, représenté sous forme de "Radar" :
- NOTES  : La densité globale de notes dans la musique.
- PEAK : Le pic de densité de notes dans une musique.
- TSUNAMI : La quantité de lasers comparé au nombres de notes
- ONE-HAND : La quantité de sections qui doivent être fait a une main (Lasers et notes en simultané) ET qui ne nécessite pas de mouvements particuliers de la main.
- HAND-TRIP : La quantité de sections qui doivent être fait a une main (Lasers et notes en simultané) ET qui nécessite de croiser ou de bouger les mains sur l'ensemble des contrôles.
- TRICKY : Nombre d'effets pouvant être perturbant (Changements de vitesse, mouvements, arrangements de notes peu commun,...)

## Gameplay

### Contrôles

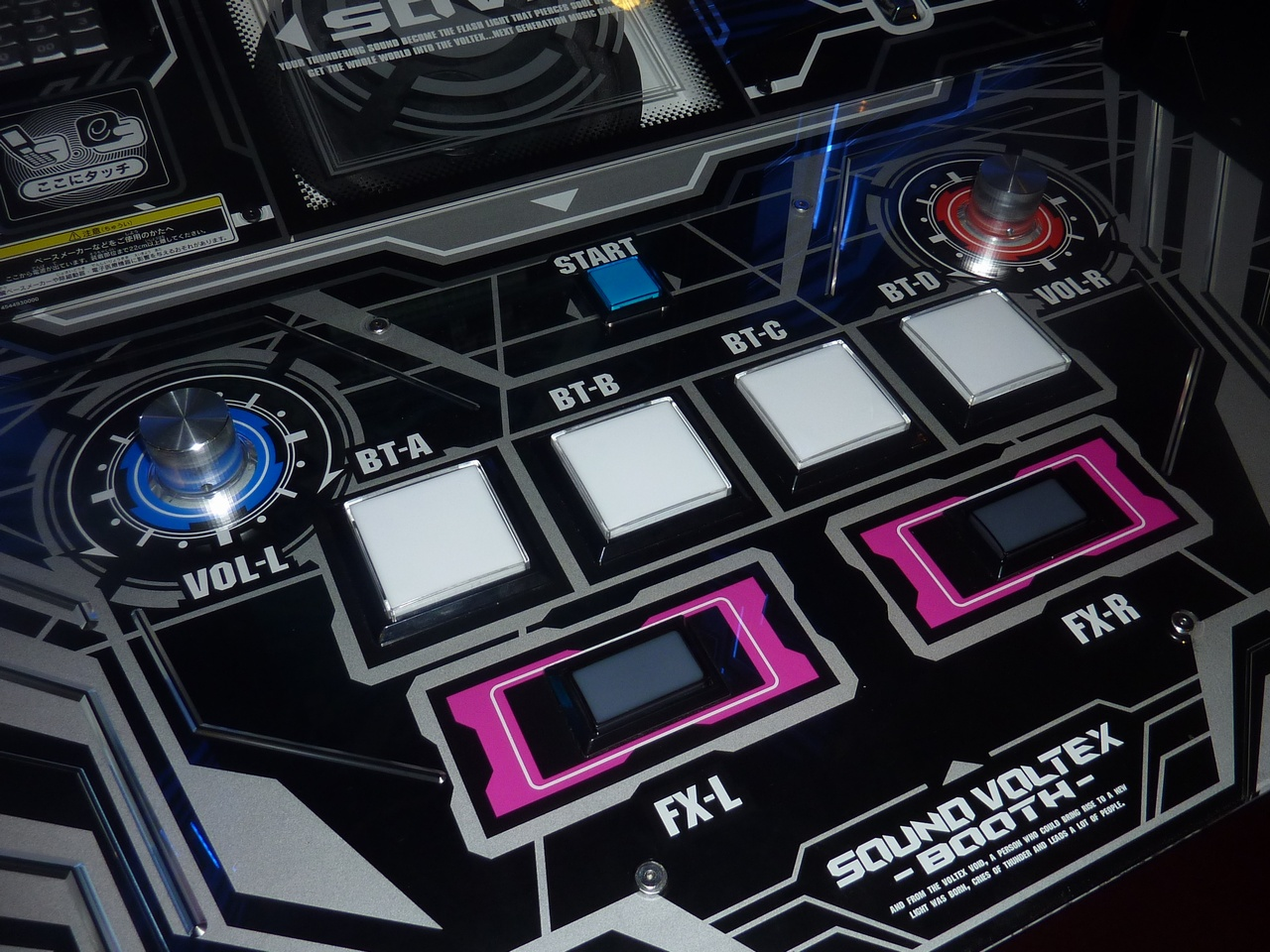
Contrôleur de jeu sur arcade.

Divers objets, autrement appelés notes, viennent depuis le fond du plan de jeu, composée de 6 colonnes avec rails, vers le joueur dans un espace en 3D. Le joueur doit appuyer sur les touches et / ou tourner les potentiomètres correspondantes lorsque l'objet atteint la "ligne de jugement" en bas du plan de jeu, représenté par une fine ligne orangée. Sur le contrôleur de jeu :
- Les quatre boutons blancs (nommé BT A/B/C/D) au milieu du contrôleur sont utilisés pour toucher les notes blanches (nommé BT)
- Les deux boutons noirs sous les quatre boutons blancs  (nommé FX-L  et FX-R, L et R représentant Left et Right, soit gauche et droite en anglais) sont utilisés pour frapper les notes oranges (notes FX). Ceux-ci ajoutent non seulement une couche supplémentaire de difficulté, mais ajoutent également des effets à la chanson, similaires à ceux d'une chanson mixée par un DJ.
- Les potentiomètres sont utilisés pour contrôler les lasers bleus et rouges sur l'écran. le joueur doit simplement tourner dans la bonne direction, la vitesse de rotation n'ayant aucun impact sur le suivi des lasers. Par défaut, le potentiomètre gauche contrôle un laser bleu et le potentiomètre de droite contrôle un laser rouge. Les couleurs du laser peuvent être modifiées par le joueur (au choix entre rouge, bleu, vert et jaune). Enfin, un un avertissement apparaîtra toujours sur le côté du plan de jeu avant le démarrage d'un laser, avec un "L" ou un "R" blanc sur une couleur de fond correspondant à celle du laser, pour indiquer quel potentiomètre le joueur doit tourner.
- Le bouton bleu sur le dessus du contrôleur fait office de bouton « Démarrer », ainsi que « CONFIRMER ». Sur la borne d'arcade, maintenir le bouton enfoncé tout en tournant le potentiomètre droit modifiera la lane speed, vitesse de descentes des notes (c'est le cas depuis Exceed Gear, les anciennes versions peuvent nécessiter une commande différente)[5],[6].

### Système de jugement
Lorsque le joueur touche une note, un jugement représentant la précision est reçu, du plus élevé au plus bas : S-Critical (Borne Modèle Valkyrie uniquement), Critical, Near et Error. Obtenir des S-Critical  et Critical remplit la jauge de jugement, tandis que les Error la réduise. À partir de SDVX II -INFINITE INFECTION-, les Near remplissent également la jauge, seulement a 1/4 du montant par rapport à un S-Critical ou un Critical . Le joueur doit remplir la jauge de jugement a un certain taux en mode Effective (70 %) ou éviter qu'elle ne tombe en dessous de 0% en mode Excessive avant la fin de la chanson pour la réussir; sinon la session de jeu sera perdue.

### Modificateurs de gameplay
Un modificateur (généralement appelé par son équivalent anglais modifier, ou mod) est, dans la plupart des jeux de rythme une mécanique que l'utilisateur peut activer, désactiver, ou paramétrer. Il s'agit le plus souvent des mécaniques altérant la vitesse de défilement, la taille de la zone de jeu, le comportement de la barre de vie, ou encore le nombre de touches.
| Nom                                                                  | Résumé |
| RANDOM and MIRROR (ランダム・ミラー )                                | RANDOM and MIRROR (ランダム・ミラー ) |
| -------------------------------------------------------------------- | --- |
| Random                                                               | Les boutons BT et FX sont permutés aléatoirement au début de la musique. |
| Mirror                                                               | Tout les boutons et les lasers sont inversés. (Tel un miroir) |
| S-Random                                                             | Les boutons BT et FX sont permutés aléatoirement tout au long de la musique, et les lasers ont une chance d'être inversé. |
| Random+Mirror                                                        | Active les modes Random et Mirror en même temps. |
| RATE STYLE (レートスタイル)                                          | |
| Effective                                                            | La barre de vie par défaut. La barre commence a 0%, et monte à chaque notes tapées par le joueur. Chaque erreur diminue la barre de vie. Si la barre est au dessus de 70% a la fin de la musique, la musique est considérée comme Clear (Réussite).                                                  |
| Excessive                                                            | La barre de vie commence a 100%. La barre de vie diminue plus vite lorsque des erreurs sont commises. Atteindre 0% donne directement un Track crash (Echec). Si le joueur arrive à finir la musique sans arriver a 0%, la musique sera réussie et considéré comme un Hard Clear (Réussite Difficile) |
| Excessive+ARS                                                        | Barre de vie Excessive modifiée. Dans ce mode, atteindre 0% ne donne pas un Track crash (Echec), mais fait passer la barre en mode Effective. |
| Permissive                                                           | La barre de vie commence a 100%. Comme la barre Excessive, chaque erreur diminue la barre de vie. Atteindre 0% donne directement un Track crash (Echec). Cette barre de vie est uniquement utilisée durant le Skill Analyser                                                                         |
| Blastive / Hexative (Arcade uniquement)                              | Barre de vie utilisée dans les différents systèmes de déblocage du jeu, avec des difficultés pouvant être définie par le joueur. |
| CHALLENGE OPTION (チャレンジオプション) (Uniquement en mode PREMIUM) | |
| PUC                                                                  | Obligation de réaliser un Perfect Ultimate Chain (Avoir le score maximum). Toute notes ou laser ayant été jugé en tant que miss (raté) ou Near (Proche) fera échouer instantanément la musique. |
| UC                                                                   | Obligation de réaliser un Ultimate Chain (Ne pas faire d'erreur). Toute notes ou laser ayant été jugé en tant que miss (raté) fera échouer instantanément la musique. |
| S                                                                    | Obligation de faire un score supérieur a 9.900.000. Si le jeu considère que le joueur ne peut plus atteindre ce score avant la fin de la musique, le jeu arrêtera instantanément la musique et donnera un echec.                                                                                     |
| AAA+                                                                 | Obligation de faire un score supérieur a 9.800.000. Si le jeu considère que le joueur ne peut plus atteindre ce score avant la fin de la musique, le jeu arrêtera instantanément la musique et donnera un echec.                                                                                     |
| AAA                                                                  | Obligation de faire un score supérieur a 9.700.000. Si le jeu considère que le joueur ne peut plus atteindre ce score avant la fin de la musique, le jeu arrêtera instantanément la musique et donnera un echec.                                                                                     |

### Skill Analyzer[7]
Le mode Skill Analyzer est un mode ajouté dans SDVX II -INFINITE INFECTION-, qui peut permettre au joueur de tester son niveau de compétence avec une jauge de jugement alternative : le mode Permissive, consistant en une jauge similaire au mode Excessive qui se transmet tout au long du test (Par exemple, si le joueur finit une musique à 33%, il commencera la musique suivante au même montant). Le joueur sélectionne une suite de 3 musiques imposée, qui commencera immédiatement après la sélection. Chaque suite augmente en difficulté en fonction du niveau de compétence sélectionné.
Depuis Sound Voltex: Exceed Gear, Le joueur peut choisir entre le mode de difficulté classique, et le mode kami (神) qui est un mode plus difficile avec un jugement plus strict.
| SKILL LEVEL       | Niveau de difficulté | Prérequis                                                                         |
| ----------------- | -------------------- | --------------------------------------------------------------------------------- |
| Level.01 岳翔     | 6 - 7                | -                                                                                 |
| Level.02 流星     | 7 - 8                | -                                                                                 |
| Level.03 月衝     | 9 - 10               | -                                                                                 |
| Level.04 瞬光     | 10 - 11              | -                                                                                 |
| Level.05 天極     | 12 - 13              | -                                                                                 |
| Level.06 烈風     | 14                   | -                                                                                 |
| Level.07 雷電     | 15                   | -                                                                                 |
| Level.08 麗華     | 15 - 16              | -                                                                                 |
| Level.09 魔騎士   | 16 - 17              | -                                                                                 |
| Level.10 剛力羅   | 17 - 18              | -                                                                                 |
| Level.11 或帝滅斗 | 18 - 19              | Réussir une course du Level.10 剛力羅 Débloquer toutes les musiques nécessaires   |
| Level.∞ 暴龍天    | 19 - 20              | Réussir une course du Level.11 或帝滅斗 Débloquer toutes les musiques nécessaires |

## Histoire
Le jeu a compté plusieurs opus, premièrement sur arcade :
- Sound Voltex BOOTH, le 18 janvier 2012.
- Sound Voltex II -Infinite Infection-, le 5 juin 2013
- Sound Voltex III: Gravity Wars, le 20 novembre 2014
- Sound Voltex IV: Heavenly Haven, le 21 décembre 2016
- Sound Voltex Vivid Wave, le 28 février 2019
- Sound Voltex Exceed Gear, le 17 février 2021

et sur PC :
- Sound Voltex III GRAVITY WARS コナステ, le 4 octobre 2017
- Sound Voltex EXCEED GEAR コナステ, le 1er décembre 2021

Le 17 février 2021, l'éditeur Konami sort une nouvelle version de la borne baptisée Sound Voltex Valkyrie Model qui inclut de nouvelles fonctionnalités, comme un écran tactile principalement utilisé pour régler les paramètres, en plus de fonctionnalités exclusives comme les S-Criticals, le Valkyrie Effect (sorte de shaders pour le jeu) ainsi que des sons exclusifs. Sound Voltex a connu une sortie limitée dans les salles d'arcade en dehors du Japon, avec des versions pour l'Asie et les États-Unis.

## Voir également
- Bemani
- Konami